# Гарига

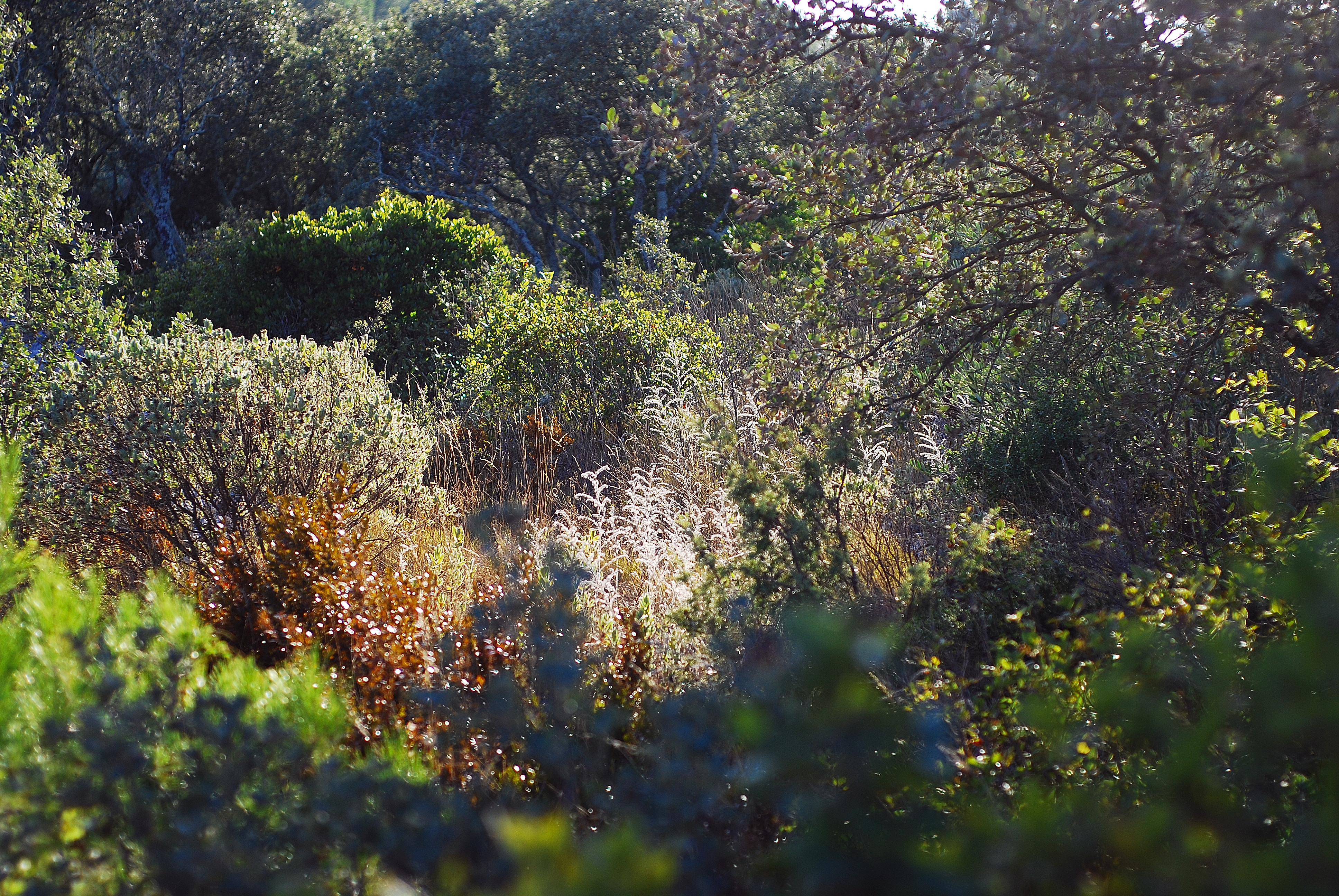
Гарига

Гари́га (фр. garrigue та окс. garriga) — розріджені зарості низькорослих вічнозелених чагарників, переважно дуба чагарникового (Quercus dumosa) та пальми хамеропс (Chamaerops). Також можуть бути чебрець (Thymus), розмарин (Rosmarinus), дрік (Genista) та інші рослини. Можна зустріти в Середземномор'ї, в менш сухому кліматі, ніж фрігана, на кам'янистих схилах, на місці зведених лісів з дуба кам'яного внаслідок випалювання та надмірного випасання худоби.
Гарига типова для островів Середземного моря.